# Porangatu
Porangatu é um município brasileiro no estado de Goiás, Região Centro-Oeste do país. Localiza-se no norte goiano e ocupa uma área de 4 825,287 km², sendo que 27 km² estão em perímetro urbano. Sua população, conforme o censo demográfico de 2024 pelo IBGE é de 45 400 habitantes.
É considerado o principal município do norte de Goiás. O município é cortado pela Rodovia Belém-Brasília (BR-153), um dos mais importantes corredores rodoviários brasileiro, por onde escoa grande parte da produção agrícola e industrial brasileira.

## Topônimo
"Porangatu" é um termo de origem tupi que significa "bonito e bom", através da junção dos termos porang ("bonito") e katu ("bom").

### Lenda
Uma lenda popular dá uma versão poética para a origem do nome da cidade. É a lenda de Angatu.
Conta-se que existia uma tribo dos índios Canoeiros; havendo uma índia muito bela, esposa de um dos futuros chefes da tribo. O tempo passou e chegou João Leite e seus bandeirantes e entre eles um cativou o coração da jovem índia, o forte e valente Antônio. Começaram entre os arvoredos um lindo romance. Não tardou, esse romance veio a ser descoberto e proibido, como também proibido seus encontros. Angatu e o jovem apaixonado não pensaram nos perigos que corriam e começaram, a se encontrar às escondidas,e tudo ia bem para ambos, apesar de todas as pressões ao romance. Um dia porém, os dois são levados à presença do chefe da tribo como castigo o moço é condenado a morrer flechado e o corpo queimado em uma enorme fogueira no meio da mata e ela seria obrigada a vê-lo morrer sem nada poder fazer, presa e cercada por guerreiros da tribo. O jovem bandeirante amarrado a um tronco de árvore ao receber as flechadas mortíferas expira e suas últimas palavras são dirigidas à amada: "Morro por Angatu". Assim, aquele lugar teria passado a chamar-se Porangatu em memória do amor proibido entre Angatu e Antônio.
A história é uma reinterpretação da tragédia Romeu e Julieta, de William Shakespeare, tendo sido escrita pela política e advogada Ana Pereira Braga.

## História
Antes da chegada dos colonizadores de origem europeia, a região era habitada pelos índios avás-canoeiros. No século XVIII, com a descoberta de ouro na região, houve a vinda dos bandeirantes, acompanhados de padres Jesuítas que visavam a catequizar os índios. Desse período, referências são a Fazenda Pindobeira, o bandeirante João Leite e a Igreja de Nossa Senhora da Piedade.
A cidade tem origem no núcleo urbano Descoberto da Piedade, surgido em 1739 quando o bandeirante Amaro Leite Moreira, atendendo ordens de D. Luiz de Assis Mascarenhas, governador da Capitania de São Paulo sai em busca de novos descobertos auríferos (a capitania de Goiás só foi criada em 1749). O Descoberto da Piedade estava inserido no Julgados de Goiás, integrando à Traíras, um arraial criado por Manuel Tomar, desde a Criação da Divisão Judicial em 10 de janeiro de 1755. O então povoado servia ainda como garimpo de Traíras. Na divisão administrativa de 1911, a então vila do Descoberto da Piedade é elevada à distrito de Pilar, juntamente com Santana (atual Uruaçu).
A região sofreu novo influxo populacional durante a Guerra do Paraguai (1864-1870), quando desertores do Exército Brasileiro se fixaram na região.

### Primeiras eleições
O Arraial do Descoberto participou de sua primeira eleição em 1892, sob uma Mesa Eleitora presidida pelo juiz de paz mais votado na Circunscrição, mineiro Thomaz Martins da Cunha. Em 1895, outra eleição presidida por Agostinho Gonçalves Santiago, ocorreu. Votaram assim nas eleições estaduais:
| Eleições estaduais em Goiás em 1895 Votação do arraial do Descoberto | Eleições estaduais em Goiás em 1895 Votação do arraial do Descoberto |
| -------------------------------------------------------------------- | -------------------------------------------------------------------- |
| Cargo disputado                                                      | Presidente de Goiás                                                  |
| Candidato                                                            | Votos                                                                |
| Luiz Gonzaga Jayme                                                   | 17                                                                   |
| Francisco Leopoldo Rodrigues Jardim                                  | 11                                                                   |
| Cargo disputado                                                      | Vice-presidente de Goiás                                             |
| Candidato                                                            | Votos                                                                |
| Joaquim Fernandes                                                    | 21                                                                   |
| José Leal                                                            | 21                                                                   |
| Tenente-Coronel Leão                                                 | 21                                                                   |
| Totó Caiado                                                          | 11                                                                   |
| Hermenegildo de Morais                                               | 11                                                                   |
| Bernardo Antônio de Faria Albernaz                                   | 11                                                                   |

## Geografia
Porangatu está em sua própria microrregião, a Microrregião de Porangatu, com 45.400 habitantes em uma área de 35.287 km²; 426 km da capital, Goiânia. Esta microrregião serve como um núcleo para dezoito municípios no norte do Estado de Goiás. O município se situa a oeste da principal rodovia do estado, que é a BR-153, que liga Belém a Brasília e o sul do estado com o estado do Tocantins.
Os rios importantes são Santa Tereza, Cana Brava, Ouro Pintado, Santa Maria, Gregório e, principalmente, o Rio do Leite. O clima é quente, tropical úmido, com temperaturas que vão até 40 °C. A média mínima é de 22 °C. A elevação é de 390 metros acima do nível do mar e os pontos mais altos são a Serra da Sabina e Serra dos Picos.

### Hidrografia[11]
- Ribeirão João Leite
- Rio Santa Teresa
- Rio Cana-brava
- Rio do Ouro
- Ribeirão Pastos das Éguas
- Córrego Amargoso
- Córrego Barreiro
- Ribeirão Funil

### Clima
Segundo dados do Instituto Nacional de Meteorologia (INMET), referentes ao período de setembro de 2018 a maio de 2023, a menor temperatura registrada em Porangatu foi de 10,1 °C no dia 20 de maio de 2022, e a maior atingiu 40,8 °C em 14 de setembro de 2019. O maior acumulado de precipitação em 24 horas foi de 115,2 milímetros (mm) em 2 de novembro de 2022.

### Distritos e Povoados[22]
- Grupelândia;
- Entorno de São Miguel;
- Barreiro;
- Estreito;
- Araras;
- Serrinha;
- Capelinha.

## Demografia

### Religião
50% católicos; 37% evangélicos, sendo a maioria da Igreja Evangélica Assembleia de Deus; 13% outros.

## Política

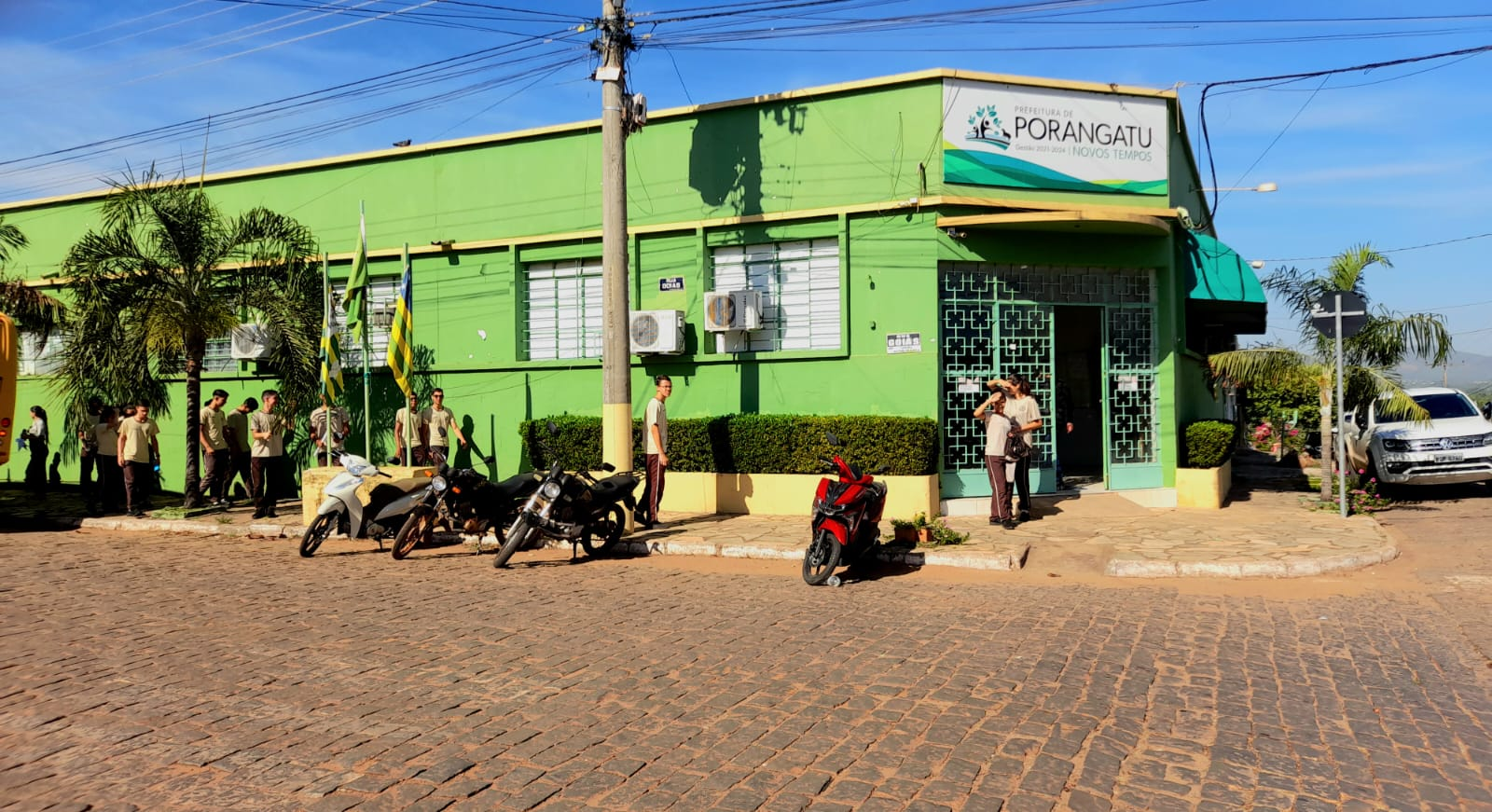
Sede do Poder Executivo de Porangatu.

### Prefeitos de Porangatu[24][25]
1. Adelino Américo de Azevedo, PSD (1948—1949);
2. Ângelo Rosa de Moura, UDN (1949 – 1953);
3. Eusébio Martins da Cunha, PSD (1953 - 1957);
4. Ângelo Rosa de Moura, UDN (2º mandato 1957 - 1961);
5. Moacir Ribeiro de Freitas, PSD (1961–1966);
6. Pedro Teixeira Filho, PSD/ARENA (1966–1970)
7. João Gonçalves dos Reis, MDB (1970–1973);
8. Luiz Antônio de Carvalho, ARENA (1973–1977);
9. Trajano Machado Gontijo Filho, ARENA/PDS (1977–1983);[26]
10. João Gonçalves dos Reis, PMDB (2º mandato, 1983 – 1988);
11. Jarbas Macedo Cunha, PMDB (1989–1992);
12. Luiz Antonio de Carvalho, PDS/PMDB (2º mandato, 1993–1996);
13. Júlio Sérgio de Melo, PSDB (1997–2001);[27]
14. (2.º mandato) (2001–2005);[27]
15. José Osvaldo da Silva, PSDB (2005-2013);
16. Eronildo Valadares, PMDB (2013 - 2017);[28]
17. Pedro João Fernandes, PSDB/PP (2017—2020);
18. Vanuza Valadares, PODE/UNIÃO (2021—2025)[29]

## Cultura
A cultura em Porangatu é muito ampla, tem diversos talentos na música, poesia, teatro, pintura etc.
Porangatu envolve vários artistas: poetas, escritores, pintores, escultores, músicos, compositores etc. O principal ponto de cultura da cidade é o Centro Cultural de Porangatu.

### Teatro
A encenação é uma das mais antigas artes que sempre agradará pessoas do mundo inteiro, seja através do cinema, televisão ou teatro. As "Artes Dramáticas" em Porangatu surgiu de um simples brincadeira de amigos que resolveram fazer uma pequena peça humorística em meados de 1944, quando  Amaro Cantuário, junto com Hermenegilda, Messias Borges e Caetanos Vieira, apresentaram a tradicional "Velha Usuária", que levou o público a uma verdadeira gargalhada. O grupo apresentava nas mais diversas ocasiões, festas de aniversário, nas reuniões e sempre levando o humor, "nada de drama". Numa outra peça, já com a atriz Edith, encantou o público cantando a música "Feijão Queimado", essa apresentação contou com os atores: Aluízia, Messias Borges, Maria Reni, Edith, Esmeralda, Caetano Vieira e Amaro Cantuário. As Escolas Estaduais, Municipais e Particulares, sempre em épocas festivas, realizam constantes apresentações, incentivando os alunos à pratica do teatro. Daí surgiu vários atores infanto-juvenis que destacam-se constantemente em Festivais de teatro e poesia da região. O grupo de teatro mais antigo de Porangatu é o "Grupo Teatral Guerreiros da Paz", que apresentam desde 1985, a peça mais tradicional da cidade a encenação da "Paixão e Morte de Cristo", com mais de 30 atores em cena. Essa peça religiosa, apresentada na Sexta-feira da Paixão já foi apreciada por espectadores de toda região Norte de Goiás em locais como Ginásio de Esporte e Salão Paroquial. Somente no ano de 1998 é que o Grupo Teatral Guerreiros da Paz não realizou a costumeira peça, foi aí que membros dos recém formados grupos "Patavina de Nada e Angtus Daki" resolveram realizar a peça, sob direção de Jean Carlo e Claudia Maria. Esta primeira encenação a céu aberto contou com o apoio da Paróquia Nossa Senhora de Fátima, (Frei Wilmar) e também com o apoio da então superintendente de cultura Darli Azevedo. Abrilhantando esse espetáculo de fé e evangelização, protagonizado pelo JOEL (grupo Guerreiros da Paz) certamente ficou na memória dos porangatuenses.

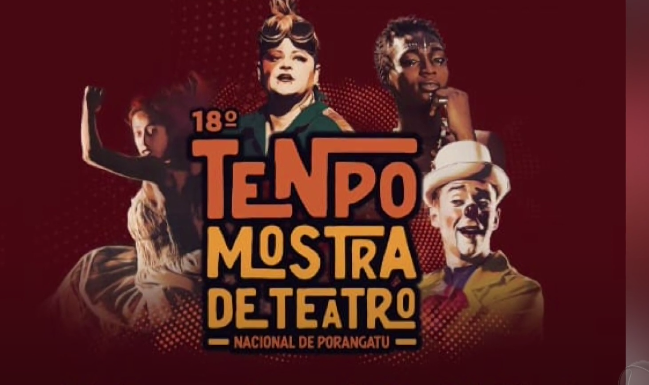
Cartaz da 18.ª edição do TeNpo.

Além da Academia Porangatuense de Artes e Letras "APALE", surgiram outros grupos teatrais: Cia Caravana da Alegria e Grupo de Teatro Trem de Doido que somam no desenvolvimento cultural do município. Na cidade também acontece a Mostra de Teatro Nacional de Porangatu (TeNpo) onde são apresentados espetáculos de teatro e circo. Além de trazer para a cidade destaques nacionais e do Ballet do Estado de Goiás, a mostra apresenta ao público espetáculos e grupos do próprio estada, fortalecendo a cultura regional. As apresentações são distribuídas nas várias categorias: Espetáculo de Porangatu; Teatro de Rua; Dança; Teatro de Bonecos; Espetáculo Solo Adulto; Teatro para Crianças; Espetáculo Adulto; e Circo.

### Música

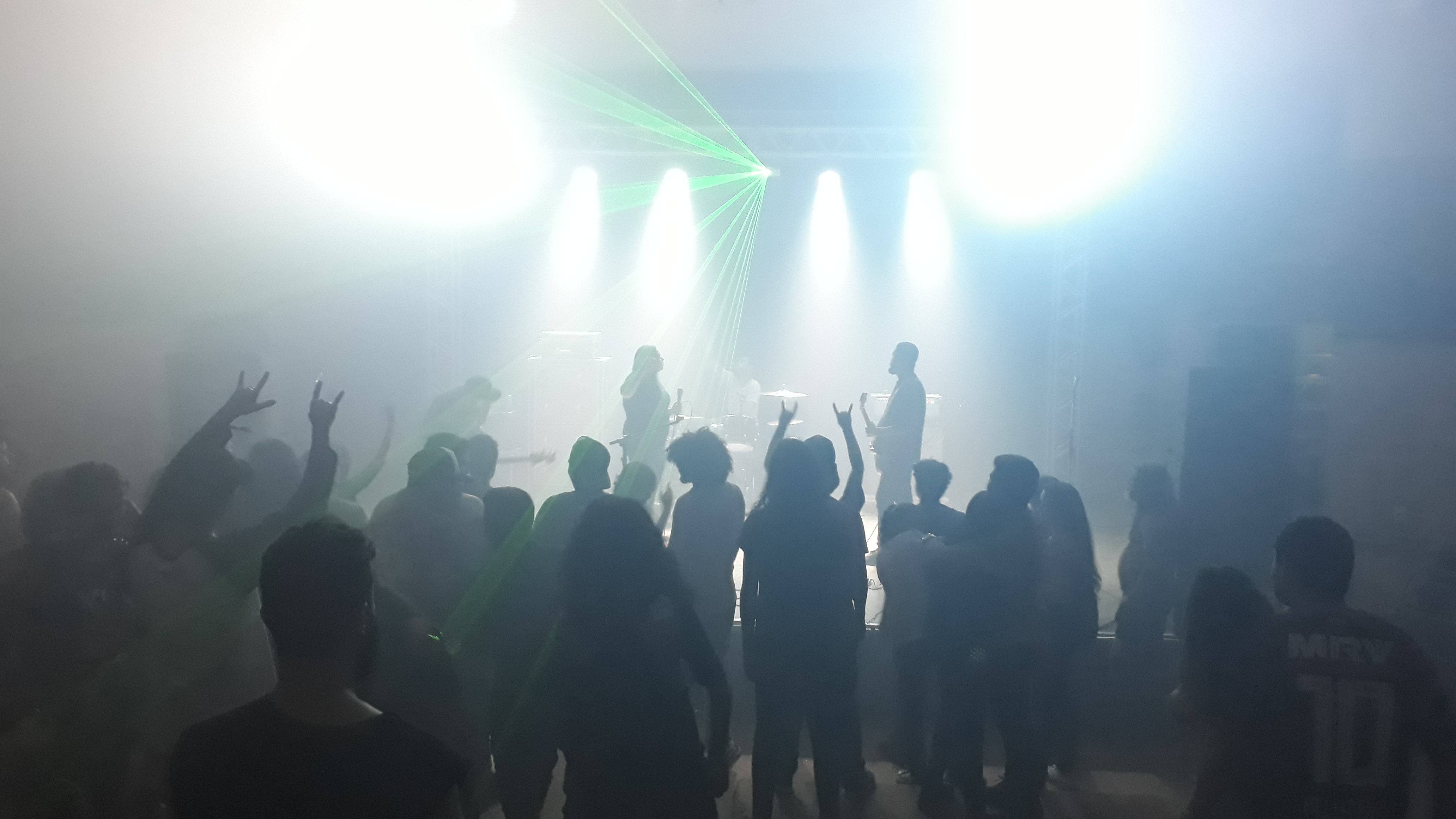
Banda Rural Killers no Goyazes Festival, em 23 de novembro de 2019.

Vai desde a música sertaneja ao Rock independente. Desde 2009, acontece em Porangatu o Goyazes Festival. É um dos maiores eventos de música independente  do norte goiano. Com objetivo de fortalecer e divulgar o cenário independente do estado de Goiás, o festival tem, desde sua primeira edição, oferecido oportunidades para artistas e bandas apresentarem e divulgarem a música autoral.  As apresentações acontecem geralmente na Praça Ângelo Rosa, localizada no centro da cidade, próximo ao Centro Cultural de Porangatu. A música sertaneja é fortalecida através da Exposição Agropecuária de Porangatu, realizada anualmente pelo Sindicato Rural do município, que tem trazidos grandes shows para a cidade.

### Lazer

#### Praça Ângelo Rosa

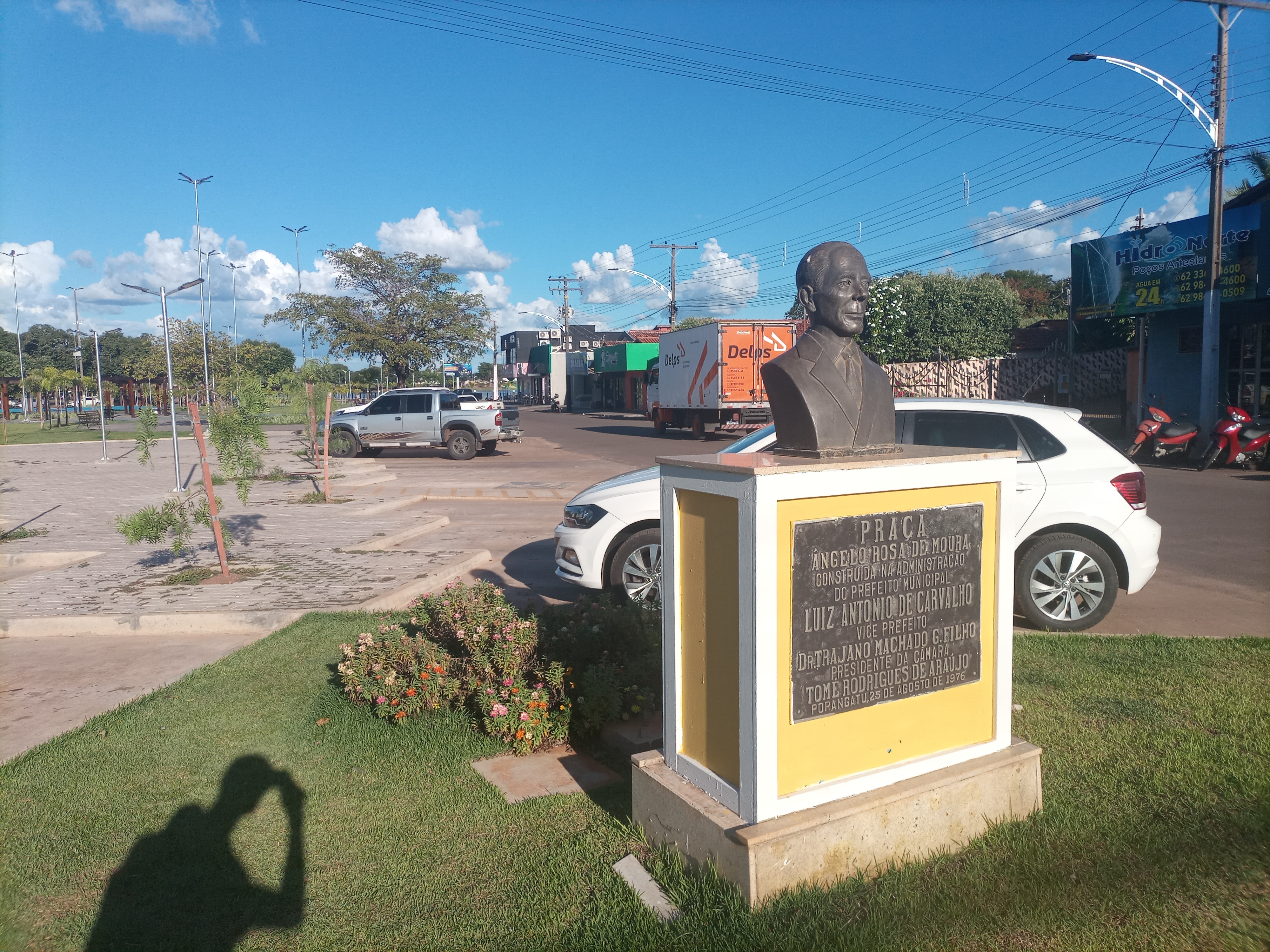
Busto de homenagem póstuma ao segundo e quarto prefeito de Porangatu, Ângelo Rosa de Moura na praça homônima.

A Praça Ângelo Rosa de Moura, popularmente Praça Ângelo Rosa, localiza-se no centro da cidade no norte do estado de Goiás. É nomeada em homenagem ao primeiro prefeito eleito da cidade, Ângelo Rosa de Moura.
A praça é uma das principais áreas públicas de lazer da cidade, abrigando eventos artísticos e culturais, como a Festa de Revellión, o Pulo de Carnaval e o Goyazes Festival, que apresenta ao público local o rock autoral goiano, além de shows diversos.
Na praça localiza-se o Centro Cultural de Porangatu, local onde ocorrem palestras e eventos, além de shows e apresentações de peças teatrais.

### Esporte

#### Futebol
A cidade tem duas equipes que participam da Super Liga do Norte Goiano, o Porangatu Atlético Clube e o Vila Nova ECP.